# Bernd Irlenbusch
Bernd Irlenbusch (* 1966) ist ein deutscher Ökonom, Wirtschaftsethiker und Hochschullehrer.

## Leben
Irlenbusch studierte an der Universität Bonn und wurde dort 1992 zum Diplom-Informatiker und 1994 zum Diplom-Volkswirt graduiert. Anschließend bis 1999 war er an der Universität bei Reinhard Selten Wissenschaftlicher Mitarbeiter. 1996 erlangte er zudem an der FernUniversität Hagen den Grad des Diplom-Kaufmanns. Seine Promotion zum Dr. rer. pol. erfolgte 2000 in Bonn, mit der Arbeit Behaviour governed by non-binding contracts: theory and experimental observations. Für seine Dissertation erhielt er 2002 den Heinz-Sauermann-Preis. Er wechselte im Anschluss an die neugegründete interdisziplinäre Staatswissenschaftliche Fakultät der Universität Erfurt. Dort erfolgte 2004 seine Habilitation mit der Arbeit Incentives in organisations: economic and behavioural perspectives. Seit 2003 ist Irlenbusch Research Fellow am Institut zur Zukunft der Arbeit.
Im Jahr 2004 wechselte Irlenbusch an die London School of Economics and Political Science (LSE), an der er zunächst als Dozent am Interdisciplinary Institute of Management und ab 2005 an der Fakultät für Management tätig war. Seit 2008 ist er zudem affilierter Forscher am Max-Planck-Institut zur Erforschung von Gemeinschaftsgütern.
2010 folgte Irlenbusch einem Ruf an die Universität zu Köln, an der er Professor und Direktor des Seminars für Unternehmensentwicklung und Wirtschaftsethik wurde.
Seit 2015 ist Irlenbusch Mitglied im Wissenschaftlichen Beirat des Berufsverbandes der Compliance Manager (BCM).

## Forschungsschwerpunkte
Seine Forschungsschwerpunkte liegen in der Experimentellen Wirtschaftsforschung, Wirtschaftsethik, Compliance, sowie Organizational Economics.

## Publikationen (Auswahl)
- mit Julian Conrads, Rainer Michael Rilke, Tommaso Reggiani und Dirk Sliwka: How to Hire Helpers? Evidence from a Field Experiment. Experimental Economics 19 (2016), 577–594.
- mit Marie-Claire Villeval: Behavioral Ethics: How Psychology influenced Economics and how Economics might inform Psychology?. Current Opinion in Psychology 6 (2015), 87–92.
- mit Özgür Gürerk und Bettina Rockenbach: On Cooperation in Open Communities. Journal of Public Economics 120 (2014), 220–230.
- mit Julian Conrads, Rainer Michael Rilke, Anne Schielke, und Gari Walkowitz:JA Honesty in Tournaments. Economic Letters 123 (2014), 90–93.
- mit Jan-Erik Lönnqvist und Gari Walkowitz: Moral hypocrisy: Impression management or self-deception? Journal of Experimental Social Psychology 55 (2014), 53–62.
- mit Julian Conrads, Rainer Michael Rilke und Gari Walkowitz: Lying and team incentives. Journal of Economic Psychology 34 (2013), 1–7.
- mit Julian Conrads: Strategic Ignorance in Ultimatum Bargaining. Journal of Economic Behavior and Organization 92 (2013), 104–115.
- mit Christine Harbring: Sabotage in Tournaments: Evidence from a Laboratory Experiment. Management Science 57 (2011), 611–627.
- mit Francesco Feri und Matthias Sutter: Efficiency Gains from Team-Based Coordination - Large Scale Experimental Evidence. American Economic Review 100 (2010), 1892–1912.
- mit Özgür Gürerk und Bettina Rockenbach: The Competitive Advantage of Sanctioning Institutions. Science 312 (2006), 108–111.
- mit Dirk Sliwka: Transparency and Reciprocal Behavior in Employment Relations. Journal of Economic Behavior and Organization 56 (2005), 383–403.
- mit Maria-Elisabeth Fischer und Karim Sadrieh: An Intergenerational Common Pool Resource Experiment. Journal of Environmental Economics and Management 48 (2004), 811–836.
- mit Klaus Abbink und Elke Renner: An Experimental Bribery Game. Journal of Law, Economics, and Organization 18 (2002), 428–454.
- mit Klaus Abbink und Elke Renner: The Moonlighting Game – An Experimental Study on Reciprocity and Retribution. Journal of Economic Behavior and Organization 42 (2000), 265–277.